# Tigridia hallbergii
Tigridia hallbergii är en irisväxtart som beskrevs av Elwood Wendell Molseed. Tigridia hallbergii ingår i släktet Tigridia och familjen irisväxter.

## Underarter
Arten delas in i följande underarter:
- T. h. hallbergii
- T. h. lloydii